# TVM (equip ciclista)
El TVM és un antic equip ciclista neerlandès que va córrer entre el 1988 i el 2000. El 1998 l'equip es va veure involucrat en un cas de dopatge al Tour de França. Dos anys després l'equip va desaparèixer, després d'un darrer any sense el patrocinador TVM.

## Principals victòries

### Clàssiques
- París-Tours: 1988 (Peter Pieters) i 1991 (Johan Capiot)
- Circuit Het Volk: 1990 i 1992 (Johan Capiot), 1997 i 1998 (Peter Van Petegem)
- Tour de Flandes: 1999 (Peter Van Petegem)
- Gant-Wevelgem: 2000 (Geert Van Bondt)
- Gran Premi E3: 2000 (Sergei Ivanov)

### Grans Voltes
| - Tour de França: - 11 participacions (1989, 1990, 1991, 1992, 1993, 1994, 1995, 1996, 1997, 1998, 2000) - 10 victòries d'etapa : - 2 el 1991: Dimitri Konyshev (2) - 1 el 1992: Rob Harmeling - 1 el 1993: Jesper Skibby - 1 el 1994: Bo Hamburger - 1 el 1995: Jeroen Blijlevens - 2 el 1996: Jeroen Blijlevens, Bart Voskamp - 1 el 1997: Jeroen Blijlevens - 1 el 1998: Jeroen Blijlevens | - Giro d'Itàlia - 8 participacions (1989, 1990, 1991, 1995, 1996, 1998, 1999, 2000) - 6 victòries d'etapa: - 2 el 1989: Phil Anderson, Jesper Skibby - 1 el 1990: Phil Anderson - 1 el 1998: Laurent Roux - 2 el 1999: Jeroen Blijlevens (2) - 1 classificació secudària: - 1 victòria a l'intergiro: Phil Anderson (1990) | - Volta a Espanya - 10 participacions(1991, 1992, 1993, 1994, 1995, 1996, 1997, 1998, 1999, 2000) - 14 victoires d'étapes : - 2 el 1991: Jesper Skibby (2) - 1 el 1993: Dag Otto Lauritzen - 1 el 1994: Bart Voskamp - 2 el 1995: Jesper Skibby, Jeroen Blijlevens - 1 el 1996: Jeroen Blijlevens - 2 el 1997: Lars Michaelsen, Bart Voskamp - 2 el 1998: Jeroen Blijlevens (2) - 2 el 1999: Jeroen Blijlevens, Serhí Uixakov - 1 el 2000: Jans Koerts |

### Campionats nacionals
- Campionat de Bèlgica en ruta (1). 1993 (Alain Van den Bossche)
- Campionat dels Països Baixos en ruta (4). 1988 (Peter Pieters), 1992 (Tristan Hoffman), 1995 (Servais Knaven), 1996 (Maarten den Bakker)
- Campionat dels Països Baixos en contrarellotge (2). 1994 (Steven Rooks), 1999 (Bart Voskamp)
- Campionat de Rússia en ruta (3). 1998, 1999, 2000 (Sergei Ivanov)
- Campionat de Suècia en contrarellotge (2). 1997 i 1998 (Michael Andersson)
- Campionat de Suïssa en contrarellotge (1). 1995 (Roland Meier)

## Classificacions UCI
Fins al 1998 els equips ciclistes es trobaven classificats dins l'UCI en una única categoria. El 1999 la classificació UCI per equips es dividí entre GSI, GSII i GSIII. D'acord amb aquesta classificació els Grups Esportius I són la primera categoria dels equips ciclistes professionals. L'equip TVM serà considerat GSI durant tots el període. La següent classificació estableix la posició de l'equip en finalitzar la temporada.
| Temporada | Classificació per equips | Millor ciclista en la classificació individual |
| --------- | ------------------------ | ---------------------------------------------- |
| 1995      | 13è                      | Jelle Nijdam (49è)                             |
| 1996      | 14è                      | Bo Hamburger (57è)                             |
| 1997      | 7è                       | Laurent Roux (37è)                             |
| 1998      | 14è                      | Peter Van Petegem (17è)                        |
| 1999      | 9è                       | Peter Van Petegem (20è)                        |
| 2000      | 14è                      | Peter Van Petegem (22è)                        |